# Bataille de Saragosse (1710)
 (novembre 2018).
Si vous disposez d'ouvrages ou d'articles de référence ou si vous connaissez des sites web de qualité traitant du thème abordé ici, merci de compléter l'article en donnant les références utiles à sa vérifiabilité et en les liant à la section « Notes et références ».
Pour les articles homonymes, voir Bataille de Saragosse.
Guerre de Succession d'Espagne
Batailles
Campagnes de Flandre et du Rhin
- Landau (1702)
- Friedlingen (1702)
- Kehl (1703)
- Ekeren (1703)
- Höchstädt (1703)
- Spire (1703)
- Schellenberg (Donauworth) (1704)
- Blenheim (1704)
- Landau (1704)
- Vieux-Brisach (1704)
- Eliksem (1705)
- Ramillies (1706)
- Stollhofen (1707)
- Cap Béveziers (1707)
- Cap Lizard (1707)
- Audenarde (1708)
- Wynendaele (1708)
- Lille (1708)
- Gand (1708)
- Malplaquet (1709)
- Douai (1710)
- Bouchain (1711)
- Denain (1712)
- Bouchain (1712)
- Douai (1712)
- Landau (1713)
- Fribourg (1713)

Campagnes d'Italie
- Carpi (1701)
- Chiari (1701)
- Crémone (1702)
- Luzzara (1702)
- Verceil (1704)
- Cassano (1705)
- Nice (1705-1706)
- Calcinato (1706)
- Turin (1706)
- Castiglione (1706)
- Toulon (1707)
- Gaeta (1707)
- Cesana (1708)
- Syracuse (1710)

Campagnes d'Espagne et de Portugal
- Cadix (1702)
- Vigo (navale 1702)
- Cap de la Roque (1703)
- Gibraltar (août 1704)
- Ceuta (1704) (es)
- Málaga (1704)
- Gibraltar (1704-1705)
- Marbella (1705)
- Montjuïc (1705)
- Barcelone (1705)
- Badajoz (1705)
- Barcelone (1706)
- Murcie (1706) (es)
- El Albujón (1706) (es)
- Santa Cruz de Ténérife (1706) (en)
- Almansa (1707)
- Xàtiva (1707)
- Ciudad Rodrigo (1707) (en)
- Lérida (1707)
- Tortosa (1708)
- Minorque (1708)
- Gudiña (1709)
- Almenar (1710)
- Saragosse (1710)
- Brihuega (1710)
- Villaviciosa (1710)
- Barcelone (1713-1714)

Campagnes de Hongrie
- Saint-Gotthard (1703) (en)
- Biskupice (1704) (en)
- Smolenice (1704) (en)
- Koroncó (1704) (en)
- Zsibó (1705) (en)
- Saint-Gotthard (1705) (en)
- Trenčín (1708) (en)

Antilles et Amérique du sud
- Santa Marta (1702)
- Guadeloupe (1703)
- Nassau (1703)
- Colonia del Sacramento (1704)
- Carthagène (1708)
- Rio (1710)
- Carthagène (1711)
- Rio (1711)
- Cassard (1712)

La bataille de Saragosse est une bataille de la guerre de Succession d'Espagne ayant eu lieu en 1710 aux alentours de la ville de Saragosse.

## Contexte
Les troupes espagnoles avaient été défaites à Almenara le 27 juillet 1710, abandonnant la Catalogne et la capitale de l'Aragon. Le marquis de Bay, commandant l'armée vaincue, stationna ses troupes entre l'Èbre et les monts Torrero. Le 15 août, il tint en échec un assaut de cavalerie ; il s'ensuivit des escarmouches pendant cinq jours consécutifs, si bien que le 19, les armées alliées franchirent l'Èbre à leur tour sans être inquiétées. Elles se déployèrent en rang de bataille pendant la nuit.

## La bataille

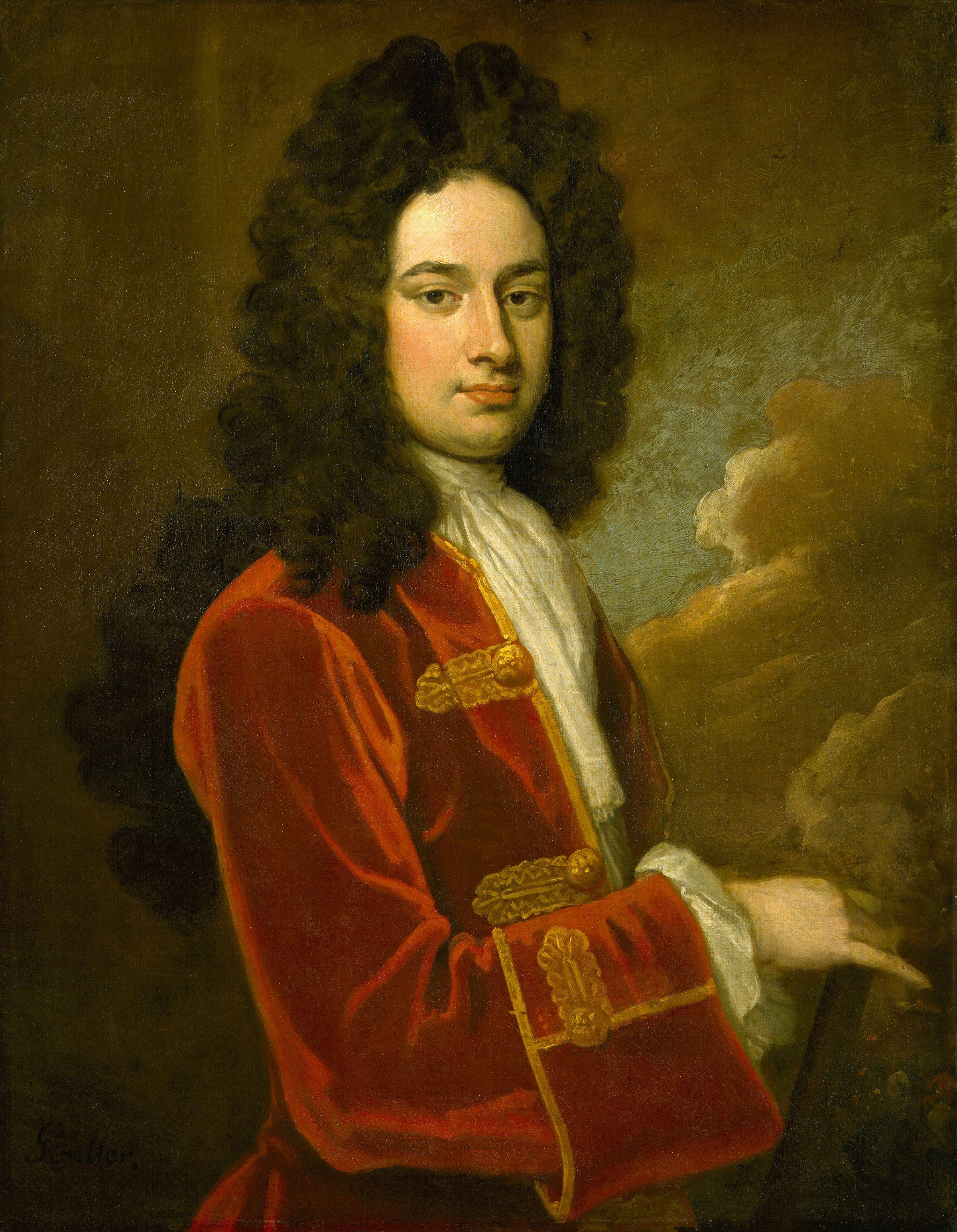
James Stanhope, le vainqueur de la bataille.

L'aile gauche des coalisés était composée de régiments catalans et hollandais commandés par le comte Atalaya, l'aile droite d'un corps expéditionnaire anglo-autrichien commandé par James Stanhope. Par ailleurs Starhemberg commandait le centre, composé de troupes allemandes.
Le 20 août à 8h00 s'engagea un duel d'artillerie qui dura jusqu'à midi. L'après-midi, la bataille fut une réplique de celle d'Almenara : la cavalerie castillane attaqua vigoureusement et était sur le point de faire l'ouverture, lorsque les troupes anglo-autrichiennes contre-attaquèrent avec succès, débandant les rangs ennemis. Il y eut des milliers des morts, les survivants encerclés préférant se rendre. Philippe V n'échappa à la capture qu'en se déguisant en simple fantassin, aidé par un meunier de l'endroit.

## Conséquences
L'archiduc Charles défila dans Saragosse le jour suivant. L'armée royale espagnole était maintenant anéantie, et la route de Madrid était dégagée pour le prétendant des Habsbourg. Philippe V quitta Madrid le 9 septembre et se réfugia à Valladolid.
L'entrée de l'archiduc Charles dans Madrid, le 28 septembre, n'eut rien d'un triomphe tant la population lui était hostile. Il aurait déclaré : « Mais cette cité est déserte ! » Au cours de l'hiver 1710, il dut finalement quitter Madrid pour faire face à la contre-offensive française : défait une première fois à Brihuega, il sera définitivement vaincu à la bataille de Villaviciosa.